# Технологічні властивості матеріалів
Технологі́чні власти́вості матеріа́лів (англ. Manufacturing properties of materials) — це комплекс фізико-хімічних властивостей цих матеріалів, зумовлених станом, складом і структурою в процесі взаємодії речовини з технологічним середовищем, тобто під час їх оброблення.
Оброблюваність матеріалу — здатність матеріалу піддаватись обробленню є основним критерієм його технологічності. Розрізняють матеріали з низькою, нормальною та підвищеною оброблюваністю.

## Класифікація технологічних властивостей

### Ливарні властивості
Ливарні властивості (англ. Castability) матеріалу визначають його здатність до переробки в рідкому стані з метою отримання виливків певних розмірів, форми та властивостей. Показники ливарних властивостей:
- рідкоплинність — здатність розплавлених матеріалів, переважно металів (сплавів), заповнювати ливарну форму;
- усадка — небажане зменшення лінійних розмірів і об'єму матеріалів. Спостерігається при литті металів (сплавів) та полімерних матеріалів;
- газопоглинання — здатність ливарних сплавів у розплавленому стані розчиняти водень, азот, кисень та інші гази;
- схильність до ліквації — схильність до утворень неоднорідності хімічного складу сплаву в різних частинах виливка.

Визначення ливарних властивостей проводяться випробуваннями на рідкоплинність, усадку, схильність до ліквації.

### Деформівність і ковкість
Деформівність (оброблюваність тиском) (англ. ductility, deformability) — це здатність матеріалу сприймати пластичну деформацію без порушення цілісності в процесі формозміни тиском в холодному або гарячому стані. Цю властивість враховують при вальцюванні, куванні, волочінні, штампуванні та інших видах обробки матеріалів. Деформівність заготовки при пресуванні, вальцюванні, штампуванні, волочінні тощо називається, відповідно, пресованістю, вальцованістю, штампованістю, протягуваністю і т. д.
Термін «Ковкість» (англ. Malleability), виходячи із технологічних основ кування, більшою мірою належить до здатності матеріалу деформуватися при стисненні, це часто характеризуються здатністю матеріалу до набуття форми тонких пластин при куванні чи вальцюванні.
Деформівність і ковкість не завжди корелюють одна з одною: наприклад, золото і деформівний і ковкий метал, тоді як свинець проявляє себе лише як ковкий матеріал. Дуже часто термін «деформівність» через схожість використовується стосовно до обох концепцій. Коли треба підтвердити, що деформівність вживається у смислі «ковкість» часто вживають поняття «технологічна деформівність» як сукупність деформівності, опору деформації та інших технологічних характеристик в умовах конкретного процесу обробки тиском.
Показники деформівності:
- ступінь деформації (відносна деформація);
- швидкість деформації;
- температура деформації.

Визначення показників деформівності проводять випробуваннями на згин, на перегин, осадку, видавлювання, твердість тощо.

### Зварність
Зварність (англ. Weldability) визначає властивість матеріалу утворювати нероз'ємне з'єднання, якість якого відповідає суцільному. Металевий матеріал вважається зварним до встановленого ступеня цим способом та для даної мети, якщо за відповідної процедури зварювання досягається суцільність металу, яка гарантує відповідність вимогам, що їх пред' являють до зварних з'єднань як щодо їхніх власних властивостей, так і щодо їхнього впливу на конструкцію, складовою частиною якої вони є.. З цього визначення випливає, що зварюваність залежить від чотирьох змінних: матеріалу, технологічного процесу, типу конструкції і її функціонального призначення. Показники зварюваності:
- міцність зварного з'єднання;
- опір тріщиноутворенню тощо.

Способи визначення заварності: випробування зварного з'єднання на міцність, твердість та ударну в'язкість.

### Здатність до паяння
Здатність до паяння (англ. solderability) — це властивість матеріалу утворювати паяне з'єднання при заданому режимі паяння. На відміну від зварності визначення стандартом поняття «здатність до паяння» не відбиває у прямому виді функціональне призначення паяного з'єднання, хоча в іншій формі воно закладене у терміні «режим паяння».
Під режимом паяння мають на увазі сукупність параметрів та умов, при яких здійснюють паяння. До цієї сукупності належать температура паяння, час витримання при цій температурі, швидкість нагрівання та охолодження, спосіб паяння, припій, флюс (газове середовище), сила притискання заготовок при паяння.
Тоді при заданому режимі паяння здатність до паяння — це властивість матеріалу утворювати паяне з'єднання з потрібною міцністю, пластичністю, герметичністю, електропровідністю, корозійною стійкістю тощо.
На здатність до паяння робить вплив низка факторів, які можна поділити на три групи:
- фізико-хімічні (фізико-хімічні властивості матеріалів, вплив флюсувальних середовищ, умови і характер кристалізації при паянні),
- технологічні (стан поверхні перед паянням, спосіб видалення окисної плівки, режим паяння, обробка паяних з'єднань тощо),
- конструктивні (геометричні параметри і розташування паяних з'єднань у виробі).

Для оцінки здатності до паяння використовують різні методи випробувань та контролю:
- метод визначення змочування матеріалів припоями;
- метод визначення заповнення зазору припоєм;
- метод визначення ерозії паяного матеріалу;
- метод виявлення і визначення товщини прошарку хімічної сполуки;
- метод визначення температури розпаювання;
- метод випробувань для оцінки впливу рідкого припою на механічні властивості паяного матеріалу;
- механічні випробування;
- методи неруйнівного контролю якості та інші.

### Зміцнювальність термічним обробленням
Зміцнювальність термічним обробленням визначає здатність матеріалу до загартування. Показники зміцнювальності термообробленням:
- прогартовуваність (англ. hardenability) — глибина проникнення загартованої зони[6];
- загартовуваність (англ. hardening capacity) — характеризує здатність металу (сталі) до підвищення твердості при гартуванні;
- схильність до росту зерна аустеніту при нагріванні.

Визначення показників: випробування на гарт методом торцевого гартування, твердість, ударну в'язкість, характер зламу.

### Оброблюваність різанням
Оброблюваність різанням (англ. machinability) визначає при обробці матеріалу різанням його опір стружкоутворенню при заданих параметрах шорсткості, точності та якості оброблюваних поверхонь. Показники оброблюваності різанням:
- продуктивність обробки;
- вид стружки.
- шорсткість поверхні;
- точність розмірів;
- швидкість та сила різання.

Визначення показників: випробування на оброблювання різанням, на твердість, на ударну в'язкість.

### Електрофізична та електрохімічна оброблюваність
Електрофізична та електрохімічна оброблюваність матеріалу визначає його здатність до розплавлення та випаровування під дією електричного розряду або розчинення в електроліті при електролізі. Показники оброблюваності електрофізичними та електрохімічними методами поділяються на:
- електроерозійні;
- електрохімічні;
- променеві.

Визначення параметрів: шорсткість поверхні, продуктивність обробки.

### Металокерамічна оброблюваність
Металокерамічна оброблюваність визначає здатність матеріалу до утворення порошкових формовок та спечених виробів. Показники:
- плинність порошків;
- спресовуваність;
- спікливість.

Визначення показників: випробування на текучість, спресовуваність та спікливість порошків.

## Значення
Технологічні властивості матеріалу зумовлюють застосування відповідних методів їх обробки. Так, основним ливарним сплавом є чавун завдяки його добрим ливарним властивостям; сталь же головним чином обробляють тиском; маловуглецева сталь добре зварюється, але вона не може зміцнюватись загартуванням, високовуглецева сталь — навпаки.
Проблеми надійності функціювання технологічних процесів, їх безвідходності та перспективності вирішуються на основі достовірної оцінки оброблюваності матеріалів. Таку оцінку отримують шляхом вимірювань, технологічних випробовувань та проб. Ними визначають ступінь оброблюваності матеріалу тим чи іншим способом.